# Bhupalpatnam
Bhupalpatnam fou un principat tributari protegit del tipùs zamindari, el més occidental de l'estat de Bastar, dins el districte de Chanda a les Províncies Centrals. La seva superfície era de 1813 km² i la població de 9943 habitants (any 1881) amb 111 pobles. El sobirà o zamindar era un gond.